# 利沃夫州
利沃夫州（羅馬化：Lvivska oblast）是烏克蘭西部的一州，西接波蘭。面積 21,833平方公里，2006年人口2,555,834。首府利沃夫。
先後受大摩拉維亞、基輔羅斯、波蘭立陶宛聯邦、奧匈帝國和波蘭第二共和國統治。1939年蘇聯入侵波蘭後，根據《蘇德互不侵犯條約》劃歸蘇聯。後來於1991年蘇聯解體，利沃夫州也跟隨烏克蘭一起脱離蘇聯中央政府管治，成為烏克蘭的其中一個州。
2014年2月19日，在乌克兰危机中，由亲欧盟勢力把持的利沃夫州議會曾宣布該州脱离當時仍為烏克蘭總統的亚努科维奇政府，由利沃夫州议会执行委员会接管。
2022年俄烏戰爭期間，烏克蘭由於首都基輔受到俄羅斯及白俄羅斯重大威脅，將大部份政府機關遷至利維夫，不少歐美國家之領事機構亦有隨其遷館，成為事實上的陪都。

## 行政区划
在2020年乌克兰行政区划改革后，利沃夫州划分为7个区，每个区再下分为若干市镇。
七个区为：
- 德羅霍貝奇區
- 佐洛奇夫區
- 利沃夫区
- 桑比爾區
- 斯特雷區
- 舍普季茨基区
- 亞沃里夫區